# Star Wars Uncut
Pour plus de détails, voir Fiche technique et Distribution.
Star Wars Uncut est un fanfilm et un remake de Star Wars, épisode IV : Un nouvel espoir. Il s'agit d'une recréation plan pour plan (en) de l'édition spéciale de 2004 du film composée de 473 segments de 15 secondes créés par de nombreux participants. Le film complet a été publié en août 2010 sur internet, où il peut être visionné gratuitement. Le projet a été conçu par Casey Pugh, développeur web de 25 ans à l'époque de la publication.

## Production
En juillet 2009, Casey Pugh créa un site web où les fans pouvaient s'enregistrer pour recréer un segment spécifique de 15 secondes du film Star Wars. Chaque scène a recueilli plusieurs propositions, et un vote a déterminé lesquelles apparaitraient dans le montage final,. Bien que chaque scène présente le dialogue et l'image du film original, elle est dans un style distinct, tel que prise de vue réelle, animation ou stop-motion.
Beaucoup de séquences sont délibérément brutes, à petit budget, ou autrement comiques, et les acteurs ne ressemblent pas toujours à la distribution originale : une scène utilise des figurines Lego Star Wars, une des Star Wars Pez (en),, une autre imite le style d'animation du film de 1968 des Beatles Yellow Submarine, certaines parodient des sous-genres spécifiques de la pop culture (anime, cartoon, film Grindhouse, etc.).
Annelise Pruitt a été designer du site web, Jamie Wilkinson (en) le développeur et Chad Pugh le designer.

## Récompenses
Star Wars Uncut a gagné un Creative Arts Emmy Awards pour Outstanding Achievement in Interactive Media le 21 août 2010. Les producteurs furent invités par Richard Cardran, vainqueur d'un Emmy et membre de l'académie nationale des arts et des sciences de la télévision, à présenter leur film aux awards. Pruitt, Wilkinson, Casey Pugh et Chad Pugh reçurent chacun un Emmy award.